# Nate Ruess
Nathaniel Joseph Ruess (Iowa City, 26 de fevereiro de 1982) é um cantor e compositor estadunidense. Ruess foi o vocalista do grupo The Format entre 2000 a 2008. Atualmente Ele Era o Vocalista Da Banda De Indie Fun.

## Biografia
Ruess nasceu 26 de fevereiro de 1982, em Iowa City. Ele é o mais novo de dois filhos de seus pais. Sua irmã, Libby, é um ano mais velha que ele. Em 1986, sua família se mudou para uma fazenda em Glendale, Arizona, devido a repetidas crises de pneumonia que Ruess enfrentou quando criança.
Este drama é mencionado na canção da banda Fun, "The Gambler" de seu álbum de estreia, Aim and Ignite. Ruess permaneceu no Arizona durante toda a sua infância. Seu tio, John Ruess, era um performista na Broadway.
Ruess estudou na escola Deer Valley e se formou em 2000. Ele se juntou à bandas de punk na escola e após a formatura escolheu seguir a carreira musical.
Em 1998, Ruess era o vocalista do Nevergonnascore lançando um EP. A banda tocou regularmente no Teatro Nilo em Mesa, Arizona.
Em 2001, com a idade de 19 anos, ele lançou a banda The Format com o seu melhor amigo de longa data, Sam Means. A banda The Format foi o seu primeiro empreendimento musical para ganhar a atenção generalizada. Ele encontra-se num relacionamento com Charlotte Ronson. Os dois têm um filho, Levon.
Ficou conhecido desde o single We Are Young, juntamente com a sua banda, Fun e com participação de Janelle Monáe.

## Carreira

### 2001–2008: The Format
Depois de formar, em 2001, o grupo The Format eles lançaram um EP, o que gerou interesse local e levou a banda a assinar com a Elektra Records em 2002. Eles lançaram seu primeiro álbum de estúdio, Interventions + Lullabies, em 21 de outubro de 2003, levando ao sucesso mainstream mais local. Fãs da banda começou a crescer. The Format lançou seu segundo EP, Snails, com a Atlantic Records em abril de 2005.
No entanto, enquanto trabalhava em seu segundo álbum, Dog Problems , elas foram retiradas da Atlântic. Eles finalmente criaram seu próprio selo, o selo The Vanity Label, e lançou o álbum no dia 11 de julho de 2006. Em 4 de fevereiro de 2008, Ruess anunciou através do blog da banda que o grupo havia se separado.

### 2008–2015: Fun.

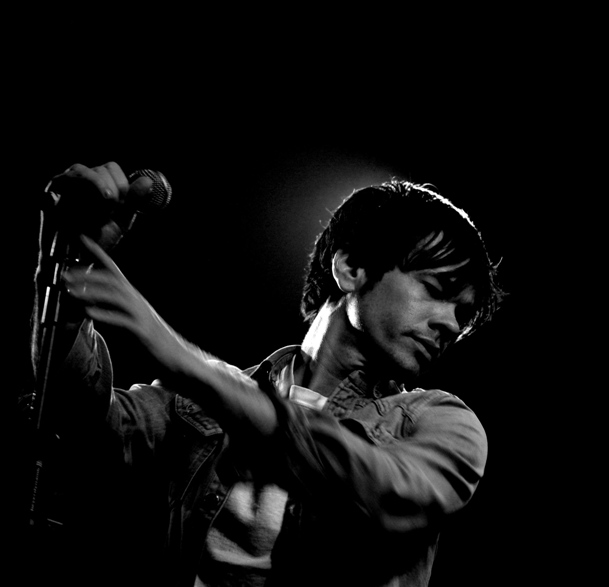
Ruess em março de 2010.

Imediatamente após a divisão do The Format, Ruess, Jack Antonoff e Andrew Dost, formaram uma nova banda, chamada Fun. Eles lançaram sua primeira demo, "Benson Hedges em 2009. Quatro meses depois de lançar seu primeiro single, "At Least I'm Not as Sad (As I Used to Be)" através do Myspace em 6 de abril de 2009, a banda lançou seu primeiro álbum de estúdio, Aim and Ignite. Apesar de ter recebido críticas positivas, o álbum não foi um sucesso comercial, atingindo um máximo de 71 na Billboard 200.
Em 4 de agosto de 2010, eles anunciaram que haviam assinado com a Fueled by Ramen. Em 17 de maio de 2011, a banda foi destaque em "C'mon" um single de Panic! at the Disco. Seu segundo álbum, Some Nights, foi lançado em 21 de fevereiro de 2012 e contou com a produção de Jeff Bhasker. O primeiro single do álbum, "We Are Young", que apresenta como convidada a cantora Janelle Monáe, foi lançado em 20 de setembro de 2011. A canção foi regravada pela série Glee em dezembro de 2011 e apresentado em um comercial da Chevrolet durante o Super Bowl, em fevereiro de 2012, e alcançou o número um na Billboard Hot 100 em 8 de março de 2012. O álbum se tornou um grande sucesso em todo o mundo, vendendo aproximadamente dois milhões de cópias mundialmente. A faixa-título, alcançou o número 3 na Billboard Hot 100, e alcançou o número 1 na parada de músicas alternativas.

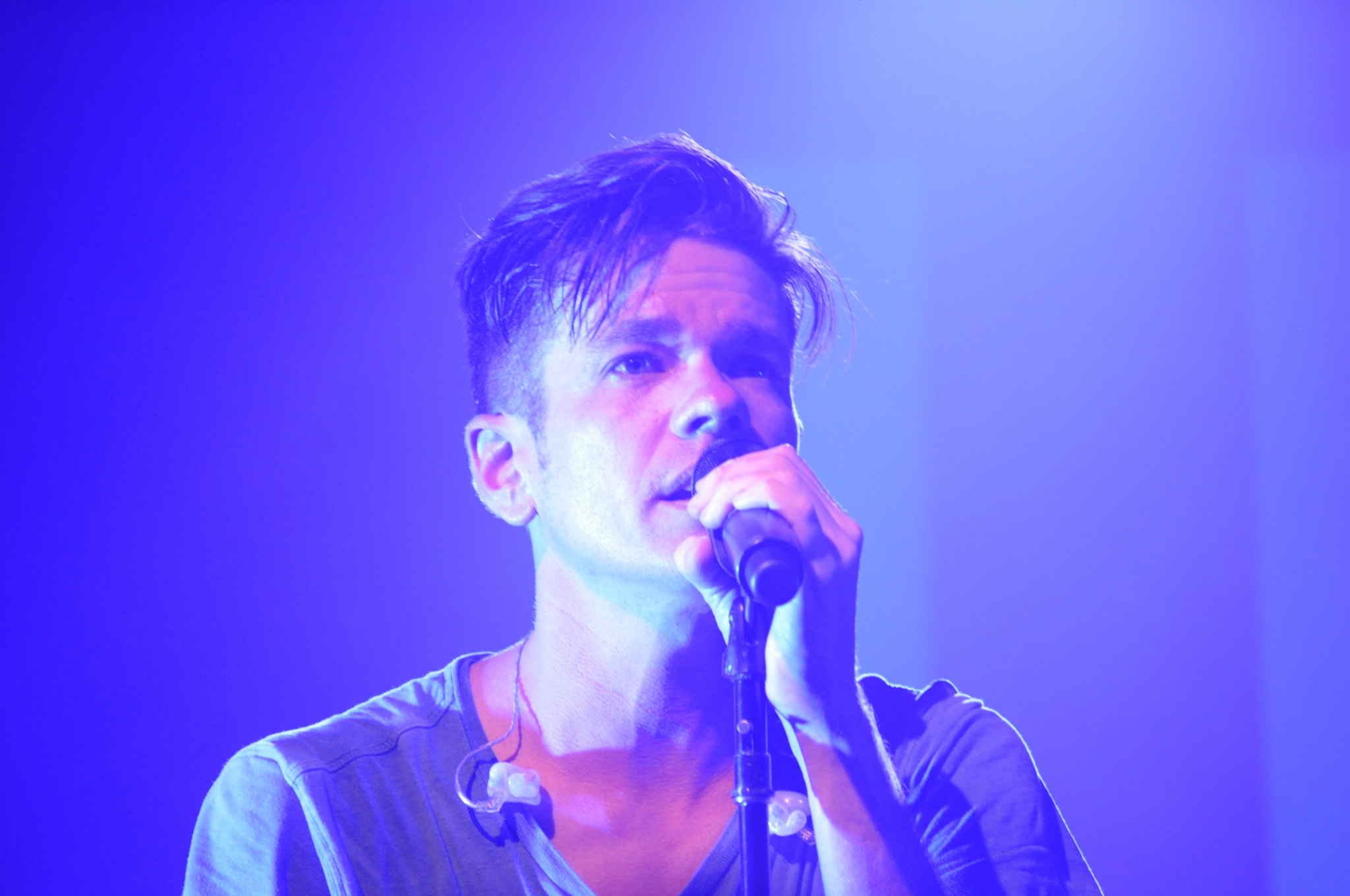
Ruess em março de 2012.

Em 10 de junho de 2012 eles tocaram no Bonnaroo Music and Arts Festival, em Manchester, Tennessee. Em 9 de julho de 2012 eles tocaram no festival de música escocesa T in the Park, em Balado, Reino Unido. Em 3 de novembro de 2012 a banda realizou "Carry On" e "Some Nights" no Saturday Night Live em Nova York. Em 10 de fevereiro de 2013, Ruess, e o resto da banda, ganhou um Grammy por sua canção "We Are Young". Fun. também ganhou o Grammy de "Best New Artist". Ruess participou da faixa "Only Love" de Anthony Green contido em seu segundo álbum solo, Beautiful Things.
Ruess também é destaque no single "Just Give Me a Reason" da cantora Pink contido em seu sexto álbum, The Truth About Love. A música começou como uma sessão de composição simples, com Pink. Ela decidiu que a canção precisava de um outro lado, posteriormente, a parte masculina foi escrita. Apesar de a princípio relutante, com Pink encorajando-o, ele decidiu participar do dueto.[14] A canção finalmente atingiu o topo da Billboard Hot 100, tornando-se seu primeiro single número um como artista solo e em segundo lugar no geral. Ele também co-escreveu o single "Die Young", da cantora Kesha contido em seu segundo álbum de estúdio Warrior.
Em 2015 Nate Ruess anunciou juntamente com a sua banda "Fun." que iam deixar de produzir musica juntos por enquanto e iam se dedicar aos seus próprios projetos. O vocalista revelou também que ia lançar um álbum a solo "Grand romantic" que inclui o seu hit "Nothing Without Love" e outras musicas como "AhHa" e "Great Big Storm".
Apesar de o último trabalho ter sido lançado em 2011 e de não se reunirem desde 2015, a banda "Fun." afirma não ter acabado e estar apenas em hiato.